# منزل سلم (السبرة)

تعديل مصدري - تعديل

منزل سلم محلة تابعة لقرية الحجرية، التابعة لعزلة بني عاطف بمديرية السبرة إحدى مديريات محافظة إب في الجمهورية اليمنية.، بلغ تعداد سكانها 118 حسب تعداد اليمن لعام 2004.